# Lijst van voetbalinterlands Australië - Noord-Ierland
Deze lijst van voetbalinterlands is een overzicht van alle officiële voetbalwedstrijden tussen de nationale teams van Australië en Noord-Ierland. De landen speelden tot op heden drie keer tegen elkaar, te beginnen met een vriendschappelijke wedstrijd op 11 juni 1980 in Sydney. Het laatste duel, eveneens een vriendschappelijke wedstrijd, vond plaats in Adelaide op 18 juni 1980.

## Wedstrijden
| № | Plaats    | Datum        | Competitie        | Wedstrijd                 | Uitslag |
| - | --------- | ------------ | ----------------- | ------------------------- | ------- |
| 1 | Sydney    | 11 juni 1980 | Vriendschappelijk | Australië – Noord-Ierland | 1 – 2   |
| 2 | Melbourne | 15 juni 1980 | Vriendschappelijk | Australië – Noord-Ierland | 1 – 1   |
| 3 | Adelaide  | 18 juni 1980 | Vriendschappelijk | Australië – Noord-Ierland | 1 – 2   |

## Samenvatting
| Competitie        | Totaal gespeeld | Winst Australië | Gelijk | Winst Noord-Ierland | Doelsaldo Australië – Noord-Ierland |
| ----------------- | --------------- | --------------- | ------ | ------------------- | ----------------------------------- |
| Vriendschappelijk | 3               | 0               | 1      | 2                   | 3 − 5                               |
| Totaal            | 3               | 0               | 1      | 2                   | 3 − 5                               |

Wedstrijden bepaald door strafschoppen worden, in lijn met de FIFA, als een gelijkspel gerekend.
FFA · A-internationals · Selecties · Bondscoaches · Australisch vrouwenelftal · Australië U21 · Australië U20 · Australië U19 · Australië U18 · Australië U17
1920 – 1929 · 
1930 – 1939 · 
1940 – 1949 · 
1950 – 1959 · 
1960 – 1969 · 
1970 – 1979 · 
1980 – 1989 · 
1990 – 1999 · 
2000 – 2009 · 
2010 – 2019 ·
2020 − 2029
WK 1974 ·
WK 2006 ·
WK 2010 · 
WK 2014 · 
WK 2018
OS 1956 · 
OS 1988 · 
OS 1992 · 
OS 1996 · 
OS 2000 · 
OS 2004 · 
OS 2008 · 
OS 2020
1922 ·
1923 · 
1924 · 
1925–1932 ·
1933 ·
1934–1935 ·
1936 ·
1937 ·
1938 ·
1939–1946 ·
1947 · 
1948 · 
1949 ·
1950 · 
1951–1953 ·
1954 · 
1955 · 
1956 · 
1957 ·
1958 · 
1959–1964 · 
1965 · 
1966 ·
1967 ·
1968 ·
1969 · 
1970 · 
1971 ·
1972 · 
1973 · 
1974 · 
1975 · 
1976 · 
1977 · 
1978 · 
1979 · 
1980 · 
1981 · 
1982 · 
1983 · 
1984 · 
1985 · 
1986 · 
1987 · 
1988 · 
1989 · 
1990 · 
1991 · 
1992 · 
1993 · 
1994 · 
1995 · 
1996 · 
1997 · 
1998 · 
1999 · 
2000 · 
2001 · 
2002 · 
2003 · 
2004 · 
2005 · 
2006 · 
2007 · 
2008 · 
2009 · 
2010 · 
2011 · 
2012 · 
2013 ·
2014 · 
2015 · 
2016 ·
2017 ·
2018 ·
2019 ·
2020 ·
2021
Amerikaans-Samoa ·
Argentinië ·
Bahrein ·
Bangladesh ·
België ·
Brazilië ·
Bulgarije ·
Cambodja ·
Canada ·
Chili ·
China ·
Colombia ·
Cookeilanden ·
Costa Rica ·
DDR ·
Denemarken ·
Duitsland ·
Ecuador ·
Egypte ·
Engeland ·
Fiji ·
Filipijnen ·
Frankrijk ·
Ghana ·
Griekenland ·
Guam ·
Honduras ·
Hongarije ·
Hongkong ·
Ierland ·
India ·
Indonesië ·
Irak ·
Iran ·
Israël ·
Italië ·
Jamaica ·
Japan ·
Jordanië ·
Kameroen ·
Kenia ·
Kirgizië ·
Koeweit ·
Kroatië ·
Libanon ·
Liechtenstein ·
Maleisië ·
Marokko ·
Mexico ·
Nederland ·
Nepal ·
Nieuw-Caledonië ·
Nieuw-Zeeland ·
Nigeria ·
Noord-Ierland ·
Noord-Korea ·
Noord-Macedonië ·
Noorwegen ·
Oezbekistan ·
Oman ·
Palestina ·
Papoea-Nieuw-Guinea ·
Paraguay ·
Peru ·
Polen ·
Qatar ·
Roemenië ·
Salomonseilanden ·
Samoa ·
Saoedi-Arabië ·
Schotland ·
Servië ·
Singapore ·
Slovenië ·
Slowakije ·
Spanje ·
Syrië ·
Tadzjikistan ·
Tahiti ·
Taiwan ·
Thailand ·
Tonga ·
Tsjechië ·
Tsjecho-Slowakije ·
Tunesië ·
Turkije ·
Uruguay ·
Vanuatu ·
Venezuela ·
Verenigde Arabische Emiraten ·
Verenigde Staten ·
Vietnam ·
Wales ·
Zimbabwe ·
Zuid-Afrika ·
Zuid-Korea ·
Zuid-Vietnam ·
Zweden ·
Zwitserland
Amerikaans-Samoa (2001) · 
Argentinië (2022) ·
Brazilië (1997) · 
Brazilië (2006) · 
Chili (2014) · 
Denemarken (2018) · 
Denemarken (2022) · 
Duitsland (2010) · 
Frankrijk (2018) · 
Italië (2006) · 
Japan (2006) · 
Kroatië (2006) · 
Nederland (2014) · 
Peru (2018) · 
Spanje (2014) · 
Zuid-Korea (2015, 2)
IFA · A-internationals · Selecties · Bondscoaches · Noord-Iers vrouwenelftal · Brits olympisch elftal · N-Ierland U21 · N-Ierland U20 · N-Ierland U19 · N-Ierland U18 · N-Ierland U17 · N-Ierland U16
1882 – 1899 ·
1900 – 1919 ·
1920 – 1929 ·
1930 – 1939 ·
1940 – 1949 ·
1950 – 1959 ·
1960 – 1969 ·
1970 – 1979 ·
1980 – 1989 ·
1990 – 1999 ·
2000 – 2009 ·
2010 – 2019 ·
2020 – 2029
EK 2016
WK 1958 · 
WK 1982 · 
WK 1986
1921 · 
1922 · 
1923 · 
1924 · 
1925 · 
1926 · 
1927 · 
1928 · 
1929 · 
1930 · 
1931 · 
1932 · 
1933 · 
1934 · 
1935 · 
1936 · 
1937 · 
1938 · 
1939 · 
1940 · 1941 · 1942 · 1943 · 1944 · 1945 · 
1946 · 
1947 · 
1948 · 
1949 · 
1950 · 
1952 · 
1952 · 
1953 · 
1954 · 
1955 · 
1956 · 
1957 · 
1958 · 
1959 · 
1960 · 
1961 · 
1962 · 
1963 · 
1964 · 
1965 · 
1966 · 
1967 · 
1968 · 
1969 · 
1970 · 
1971 · 
1972 · 
1973 · 
1974 · 
1975 · 
1976 · 
1977 · 
1978 · 
1979 · 
1980 · 
1981 · 
1982 · 
1983 · 
1984 · 
1985 · 
1986 · 
1987 · 
1988 · 
1989 · 
1990 ·
1991 · 
1992 · 
1993 · 
1994 · 
1995 · 
1996 · 
1997 · 
1998 · 
1999 · 
2000 · 
2001 · 
2002 · 
2003 · 
2004 · 
2005 · 
2006 · 
2007 · 
2008 · 
2009 · 
2010 · 
2011 · 
2012 · 
2013 · 
2014 · 
2015 · 
2016 · 
2017 · 
2018 · 
2019 · 
2020 · 
2021 ·
2022 ·
2023 ·
2024
Albanië ·
Algerije ·
Andorra ·
Argentinië ·
Armenië ·
Australië ·
Azerbeidzjan ·
Barbados ·
België ·
Bosnië en Herzegovina ·
Brazilië ·
Bulgarije ·
Canada ·
Chili ·
Colombia ·
Costa Rica ·
Cyprus ·
Denemarken ·
Duitsland ·
Engeland ·
Estland ·
Faeröer ·
Finland ·
Frankrijk ·
Georgië · 
Griekenland ·
Honduras ·
Hongarije ·
Ierland ·
IJsland ·
Israël ·
Italië ·
Joegoslavië ·
Kazachstan ·
Kosovo ·
Kroatië ·
Letland ·
Liechtenstein ·
Litouwen ·
Luxemburg · 
Malta ·
Marokko ·
Mexico ·
Moldavië ·
Montenegro ·
Nederland ·
Nieuw-Zeeland ·
Noorwegen ·
Oekraïne ·
Oostenrijk ·
Panama ·
Polen ·
Portugal ·
Qatar ·
Roemenië ·
Rusland ·
Saint Kitts en Nevis ·
San Marino ·
Schotland ·
Servië ·
Servië en Montenegro ·
Slovenië ·
Slowakije ·
Sovjet-Unie ·
Spanje ·
Thailand ·
Trinidad en Tobago ·
Tsjechië ·
Tsjecho-Slowakije ·
Turkije ·
Uruguay ·
Verenigde Staten ·
Wales ·
Wit-Rusland · 
Zuid-Korea ·
Zweden ·
Zwitserland
Frankrijk (1982) · Oekraïne (2016) · Oostenrijk (1982) · Polen (2016)